# Velaire laterale approximant
De velaire laterale approximant is een medeklinker die in het Internationaal Fonetisch Alfabet en wordt aangeduid met ʟ, en in X-SAMPA met L\.

## Kenmerken
- De manier van articulatie is approximant, wat inhoudt dat de klank wordt gevormd door een articulator dicht bij een andere te brengen, maar zonder dat het spraakkanaal zodanig wordt vernauwd dat er een turbulente luchtstroom ontstaat.
- Het articulatiepunt is velaar, wat wil zeggen dat de klank uitgesproken wordt met het achterste gedeelte van de tong (het dorsum) tegen het zachte verhemelte (het velum).
- Het type articulatie is stemhebbend, wat wil zeggen dat de stembanden meetrillen bij het articuleren van de klank.
- Het is een orale medeklinker, wat wil zeggen dat de lucht door de mond naar buiten stroomt.
- Het is een laterale medeklinker, wat wil zeggen dat de lucht langs de zijkanten van de tong stroomt.
- Het luchtstroommechanisme is pulmonisch-egressief, wat wil zeggen dat lucht uit de longen gestuwd wordt, in plaats van uit de glottis of de mond.

Deze pagina bevat fonetische informatie in het IPA, die in sommige browsers mogelijk niet correct wordt weergegeven.
Waar symbolen in paren voorkomen, vertegenwoordigt het rechter teken een stemhebbende medeklinker. Gearceerde gebieden bevatten medeklinkers die worden beschouwd als onuitspreekbaar.
Zie ook: IPA, Klinkers